# 维莱欧讷
维莱欧讷（法語：Villers-aux-Nœuds，法語發音：[vilɛʁ o nø]）是法国马恩省的一个市镇，位于该省西北部，属于兰斯区。

## 地理
维莱欧讷（49°11'40"N, 3°59'47"E）面积6.44 平方千米，位于法国大東部大區马恩省，该省份为法国东北部内陆省份，北起阿登省，西北接埃纳省，西南接塞纳-马恩省，南至奥布省，东南接上马恩省，东临默兹省。
与维莱欧讷接壤的市镇（或旧市镇、城区）包括：伯扎讷、沙姆里、尚弗勒里、埃克伊、兰斯、塞尔米耶、维莱阿勒朗。

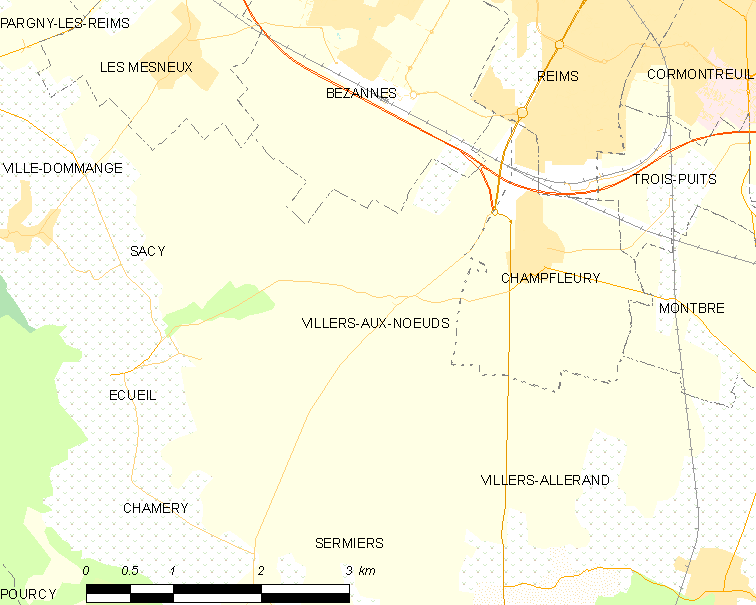
维莱欧讷的OSM定位图

维莱欧讷的时区为UTC+01:00、UTC+02:00（夏令时）。

## 行政
维莱欧讷的邮政编码为51500，INSEE市镇编码为51631。

## 政治
维莱欧讷所属的省级选区为兰斯第四县。

## 人口

1962-2008年间维莱欧讷人口变化图示

维莱欧讷于2022年1月1日时的人口数量为323人。